# Belknap megye
Belknap megye az Amerikai Egyesült Államokban, azon belül New Hampshire államban található. Megyeszékhelye és legnagyobb városa Laconia. Lakosainak száma 63 705 fő (2020. április 1.). Belknap megye Carroll, Merrimack, Strafford és Grafton megyékkel határos.

## Népesség
A megye népességének változása:
| Lakosok száma | 60 108 | 60 232 | 60 392 | 60 179 | 60 641 | 63 705 |
|               | 2010   | 2011   | 2012   | 2013   | 2015   | 2020   |